# قلبی برای خود برگزین
« قلبی برای خود برگزین» (به انگلیسی: Just Have a Heart) تک‌آهنگی از هنرمند اهل کانادا سلین دیون است که در ۶ ژوئیه ۱۹۹۱ منتشر شد.